# مگی ویلر
مگی ویلر (انگلیسی: Maggie Wheeler؛ زادهٔ ۷ اوت ۱۹۶۱) یک هنرپیشه اهل ایالات متحده آمریکا است. وی از سال ۱۹۸۲ میلادی تاکنون مشغول فعالیت بوده‌است.

## گزیده فیلمشناسی
از فیلم‌ها یا برنامه‌های تلویزیونی که وی در آن نقش داشته‌است می‌توان به آثار زیر اشاره کرد.
- دام والدین (۱۹۹۸)
- دکتر دولیتل ۳ (۲۰۰۶)
- خیال باطل (۱۹۹۱)
- ساینفلد (۱۹۹۲)
- پرونده‌های ایکس (۱۹۹۴)
- دوستان (مجموعه تلویزیونی) (۱۹۹۴–۲۰۰۴) در نقش جنیس
- آنتیوپ (کمیک) (۲۰۰۲)
- سی‌اس‌آی (۲۰۰۳)
- بخش فوریت‌های پزشکی (مجموعه تلویزیونی) (۲۰۰۶)
- جنگ در خانه (مجموعه تلویزیونی) (۲۰۰۷)
- آشنایی با مادر (۲۰۰۷)
- آرچر (سریال) (۲۰۰۹–۲۰۱۲، ۲۰۱۷)
- زیاد ذوق‌زده نشو (۲۰۱۱)
- کالیفرنیکیشن (۲۰۱۳)
- بی‌شرم (مجموعه تلویزیونی آمریکایی) (۲۰۱۸)